# 齋藤真哉
齋藤 真哉（さいとう しんや、1959年〈昭和34年〉 - ）は、日本の会計学者。
横浜国立大学大学院国際社会科学研究院教授を経て、同大名誉教授。財務会計基準機構理事。元内閣府公益認定等委員会参与。

## 人物・経歴
1959年神戸市生まれ。兵庫県西宮市出身。関西学院中学部・高等部を経て、1982年関西学院大学商学部卒業。平松一夫ゼミ出身。
1984年関西学院大学大学院商学研究科博士課程前期課程修了。1986年一橋大学大学院商学研究科修士課程修了、商学修士。1989年一橋大学大学院商学研究科博士課程単位取得満期退学。
1989年青山学院大学経営学部専任講師。1993年青山学院大学経営学部助教授。2000年青山学院大学経営学部教授。2006年日本学術会議連携会員、公認会計士試験委員。2007年内閣府公益認定等委員会参与、神奈川県公益認定等審議会会長。
2009年横浜国立大学経営学部教授。2011年横浜国立大学大学院国際社会科学研究科教授。2012年神奈川県第三セクター等改革推進部会会長、日本会計研究学会理事。
2013年財務会計基準機構理事、総務省政策評価・独立行政法人評価委員会臨時委員。2014年税理士試験委員。2015年税務会計研究学会副会長。2019年非営利法人研究学会会長。2021年関西学院同窓会評議員。
ミロク情報サービス税経システム研究所顧問、横浜市民間資金等活用事業審査委員会委員長なども務めた。
2025年4月、横浜国立大学名誉教授。
専攻は会計学。

## 著書

### 単著
- 『税効果会計論』森山書店、1999年12月。ISBN 9784839419097。
- 『あらゆる出題に対応できる！ 財表理論基本キーワード』税務経理協会、2003年3月。ISBN 9784419042059。
- 『現代会計』放送大学教育振興会〈放送大学教材〉、2016年3月。ISBN 9784595316289。
- 『現代の会計』放送大学教育振興会〈放送大学教材〉、2020年3月。ISBN 9784595322082。

### 共著
- 齋藤真哉、内藤周子、松原沙織、佐藤恵『財務会計』新世社〈会計学叢書Introductory〉、2014年2月。ISBN 9784883842001。

### 編著
- 『減損会計の税務論点』中央経済社、2007年4月。ISBN 9784502951107。
- 『ニューベーシック連結会計』中央経済社、2013年2月。ISBN 9784502464607。

### 共編著
- 『スタンダードテキスト 財務会計論』 1（基本論点編）、中央経済社、2007年7月。ISBN 9784502417009。
  - 『スタンダードテキスト 財務会計論』 1（基本論点編）（第18版）、中央経済社、2025年5月。ISBN 9784502542718。
- 『スタンダードテキスト 財務会計論』 2（応用論点編）、中央経済社、2007年7月。ISBN 9784502417108。
  - 『スタンダードテキスト 財務会計論』 2（応用論点編）（第18版）、中央経済社、2025年5月。ISBN 9784502542817。
- 『スタンダードテキスト 財務会計論』 3（問題演習編）、中央経済社、2009年2月。ISBN 9784502290503。
  - 『スタンダードテキスト 財務会計論』 3（問題演習編）（第2版）、中央経済社、2010年8月。ISBN 9784502430305。